# Bezitramid
A bezitramid szájon át adható opioid típusú fájdalomcsillapító. Komoly fájdalom ellen adják. A felfutása lassú, de a hatása hosszú ideig tart. Az emésztőrendszerben dezpropionil-bezitramiddá hidrolizál, mely farmakológialiag ugyanolyan hatású, mint az eredeti bezitramid.
Az Európai Unióban kábítószernek minősül.

## Fizikai tulajdonságok
Fehér, amorf vagy kristályos por. Vízben és alkoholban gyakorlatilag nem, éterben 1:400, acetonban 1:45, kloroformban 1:2 arányban oldódik.

## Készítmények
Nemzetközi forgalomban
- Burgodin

Magyarországon nincs forgalomban.